# Crunomys celebensis
Crunomys celebensis es una especie de roedor de la familia Muridae.

## Distribución geográfica
Son endémicos del centro de Célebes (Indonesia).

## Hábitat
Su hábitat natural son clima tropical o clima subtropical, bosques secos.

## Estado de conservación
Se encuentra amenazada de extinción por la pérdida de su hábitat natural.